# Egestorffschule Hannover
Die Egestorffschule Hannover ist eine Grundschule und Ganztagsschule der Landeshauptstadt Hannover. Standort der Bildungseinrichtung im Umfeld der Heinz-von-Heiden-Arena und der Hanomag ist die Petristraße 4 im heutigen hannoverschen Stadtteil Linden-Süd.
Die Egestorffschule ist eine verlässliche Grundschule, das heißt für alle Schülerinnen und Schüler ist ein täglich mindestens fünf Zeitstunden umfassendes Schulangebot sichergestellt.

## Geschichte
Das Vorläufer-Gebäude des heutigen Schulbaus wurde noch zur Zeit des Deutschen Kaiserreichs im Jahr 1893 errichtet, noch bevor im Folgejahr 1894 die nach Karl Christian Ludwig Adolf Petri (1803–1873) benannte Petristraße als Verbindung von der Ricklinger Straße zur Ritter-Brüning-Straße angelegt wurde.
Die ehemalige Bürgerschule 34, zeitweilig auch Petrischule genannt, wurde während der Luftangriffe auf Hannover im Zweiten Weltkrieg durch Fliegerbomben nahezu völlig zerstört.
Nachdem in der Nachkriegszeit das vorhandene Grundstück der Schule um einen Zukauf wesentlich erweitert werden konnte, entstand nach Plänen der Architekten Christian Voßberg vom Städtischen Hochbauamt Hannovers der Neubau der anfangs auch Egestorff-Schule genannten Volksschule. Namensgeber war nun der Industrielle Georg Egestorff.
Unter Ausnutzung des vorgefundenen Geländesprunges sah das Bauprogramm die Errichtung von vier klar voneinander abgegrenzten Baukörpern vor:
1. das Hauptgebäude mit den Verwaltungs- und sämtlichen Sonderräumen;
2. den dreigeschossigen Klassentrakt für 12 Stammklassen mit Nebenräumen;
3. einen eingeschossigen Unterstufen-Pavillon, der mit dem Hauptgebäude durch einen Trakt verbunden wurde; sowie
4. die Turnhalle. Die 12 × 24 Meter große Halle war mit ihrem federnden Doppelschwingboden mit einem Parkett aus Eiche beispielsweise für Ballspiele gedacht, während unter dem Dach im Obergeschoss eher Gymnastik vorgesehen war.[4]

Der Neubau der 1950er-Jahre wurde jedoch für 16 Stammklassen ausgelegt und wurde durch eine vom seinerzeitigen „normalen Raumprogramm“ durch eine zusätzliche Anzahl von Sonderräumen ergänzt, da noch 1955 „in räumlicher Beziehung noch eine achtstufige Schule geplant“ war, um den steigenden Bedarf nach Schulräumen im Stadtteil zu decken.
Ein Teil des Klassentraktes wird heute von dem benachbarten Gymnasium Humboldtschule Hannover als Außenstelle genutzt.

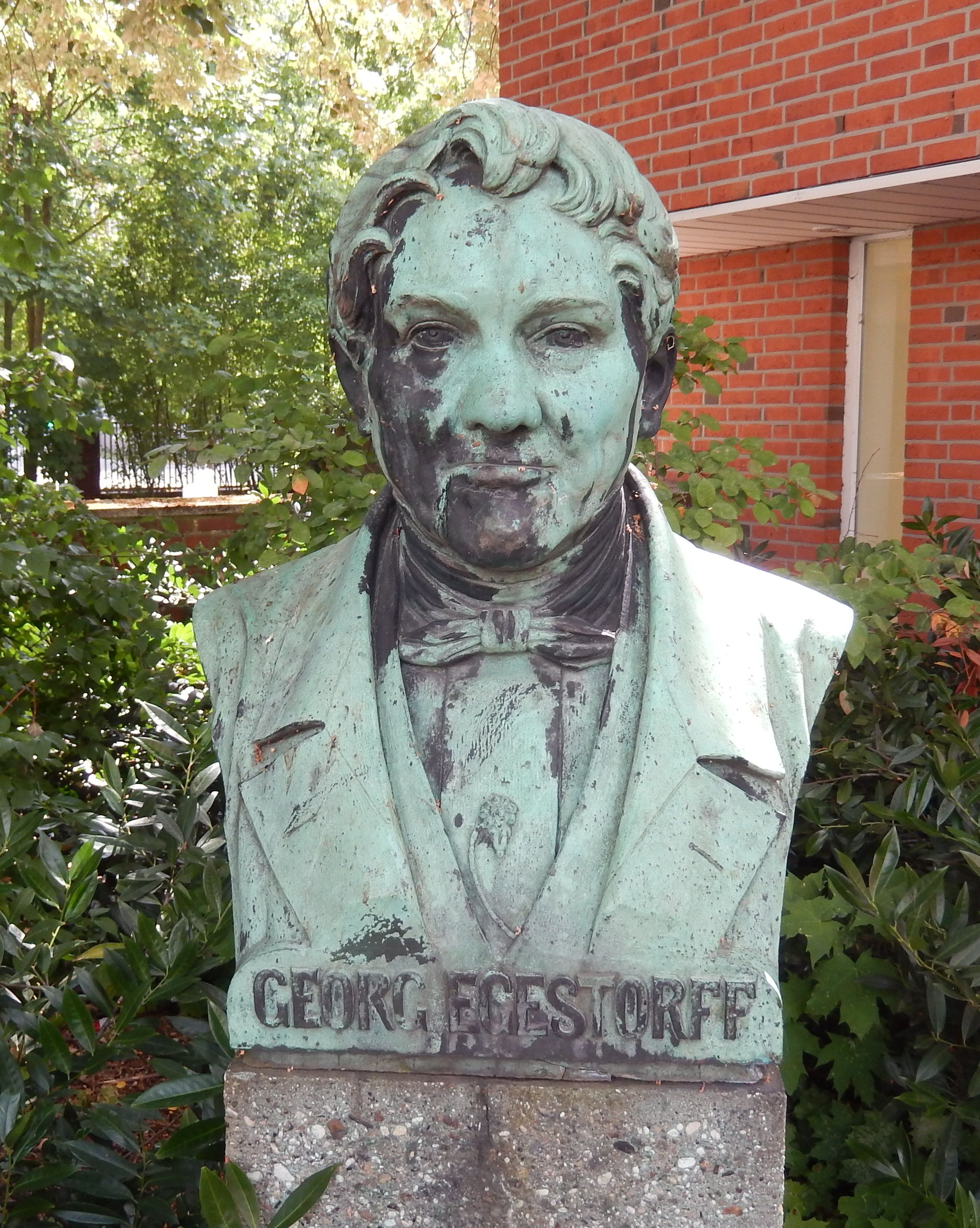
Büste Georg Egestorff

Als Kunst am Bau wurde für die Schule eine Büste des Namensgebers der Schule aus der Hand der Bildhauerin Elsbeth Rommels installiert.